# 導火新聞線
《導火新聞線》（英語：The Menu），是香港電視網絡所製作的社會新聞電視劇，由梁小冰、周家怡、楊淇及王宗堯領銜主演，并由石修、姜文杰、郭鋒及駱應鈞联合主演，編審為潘漫紅，總導演為方俊華。此劇共分為24集，為2015年香港電視網絡重點劇集。故事內容圍繞一份免費報紙的新聞工作者，是繼陳嘉上執導的電影《A1頭條》後鮮有以港聞版傳媒作題材的影視作品，主要探討香港傳媒的生存價值與職業道德，讓觀眾反思新聞報道取捨的背後邏輯，亦反映傳媒工作者不為人知的辛勞，包括冒着生命危險報道真相。此劇集其後於2015年12月開拍電影版，由王宗堯、周家怡、楊淇領銜主演，電視劇集版頭號主角梁小冰則暫未能抽空參演，編劇則用回原有編審潘漫紅。

## 沿革

### 故事背景
《導火新聞線》反映了今日的香港記者和傳媒機構心態，以及面對的困難，包括：記者工作繁多但薪金少，主編只重新聞娛樂化，新聞重量不重質，民生新聞不受重視，加上傳媒高層與財團利益輸送使批評財團的報道不能刊登等情況，發人深省。
而動新聞使視像新聞成為新趨勢，記者需經常要左手DV、右手相機才可拍出有用的新聞材料。
《導火新聞線》的劇本於2012年開始籌備，據香港電視網絡（HKTV）主席王維基認為，他給予旗下的劇集創作團隊最大的創作自由空間，結果創作團隊交出了兩個劇本，其中一個就是講述中港矛盾的《來生不做香港人》；另一個就是《導火新聞綫》，講述報館內不同理念的傳媒人，在新聞道德與報紙銷量之間作出取捨，甚至發生兩方面衝突的故事。王維基表示，當時他並沒有考慮題材的敏感性，只擔心劇集會否被觀眾覺得「離地」，能不能引起香港人的共鳴和反思；他看過劇本之後，雖然不敢說這是齣「神劇」，但他認為這是台前幕後全體同事的心血之作。

### 構思
《導火新聞線》的編審潘漫紅，畢業於香港樹仁大學新聞系，曾擔任無電視的編劇及編審，編劇作品有《金裝四大才子》、《妙手仁心III》，編審作品則有《On Call 36小時》等三套。她接受《明報》訪問，指她因在新聞系就讀的關係，曾經聽師兄講述採訪一宗擾攘達八、九小時的企圖跳樓事件，他當時十分不耐煩而對面對生死關頭的人說「係就快啲跳落去（你要不就快跳下去）......」；她因此發現記者與被訪者之間利益的矛盾性，故對記者的故事有情意結，而一直很想寫以記者為題材的劇本。不過她指出，在無綫這個大機構工作毫無創作意識，因為無綫開劇的潛規則就是：上司早已決定題材。
直到她轉至香港電視網絡，主席王維基任她自由發揮，她再三思量後終想起當初的心願，於2012年春天開始寫作有關香港傳媒生存價值的劇本。由於她不少同屆同學都加入傳媒機構工作，聽到很多傳媒人工作的故事，因而為劇本提供了不少靈感和資料，最終構思了《導火新聞線》這套電視劇，也圓了自己20年前的願望。

### 籌備與片花
《導火新聞線》劇本於2012年4月起籌備，由於香港電視網絡實行編審與總導演互相合作的創作、製作雙軌制，潘漫紅須自行在港視總導演名單中尋找合作夥伴；但她作為編審年資尚淺，因而不太認識一班導演。介紹潘漫紅進港視的此劇創作總監林少枝遂推薦總導演方俊華予她，兩人便正式開始第一次合作。潘漫紅透露，港視要求劇組有完整劇本後才開拍，寫劇本的時間因而比以前充足，劇本創作至後部時她亦有機會修改前面的內容；然而撰寫20集後的劇本最為困難，她曾構思把人的陰暗面推得更盡而打算寫方凝在大結局累死樂嘉輝，但為避免情節過於曲折而失真，最終她放棄這念頭。另外，由於此劇有不少單元式新聞故事須運用大量演員，而剛起步的港視演員並不多，加上同期港視還有拍攝中的《來生不做香港人》及運用大量男演員的《警界線》，故此劇用了港視近90%演員，故事則以女角為主，而三大女角梁小冰、周家怡及楊淇則在撰寫劇本前已確定。
然而，早在拍攝完畢前，網上已經流傳《導火新聞線》的片段花絮，片段全長一分半鐘。片段內容講述梁小冰飾演的Alma，反問周家怡飾演的高級記者（片中未有交代名字），為何大家同期入行，周家怡的職位却未有晉升。鏡頭一轉，片中描述Alma為提高報紙銷量，不惜登出當事人的容貌，令當事人不堪忍受壓力跳樓自殺。面對質疑，Alma指出，只有「沒有人性的人」才可以做新聞。這種不良的報導手法，卻導致一男子（陸駿光飾）拿著石油氣罐和打火機走上Alma的辦公室，要與所有人同歸於盡。片末以梁小冰的一句話作結：「如果死人塌樓可以賣錢，我會讓它賣個好價錢。」
港視於2014年10月26日在YouTube上載《導火新聞線》的正式片段花絮，片段全長一分鐘。片段內容講述：汪海藍（梁小冰飾）認為，報導新聞的原則就是「讀者喜歡看的故事，就值得去做；沒有人看的報紙，就沒有生存空間」；但同時又利用下屬一番調查的心血，用之與權勢人士作檯底交易。此外，片中另外還加入了車禍、爆炸、追逐新聞及當街斬人等場景，最後以「不要打算公器私用，香港還有新聞自由」作結語。

### 取景與取材
取景方面，劇中的主要場景囧報辦公室為位於葵涌的港視總部，拍攝期間由新聞部借出半個辦公室，而每個角色座位檯頭則加入切合角色的個人物品，例如符合角色性格的水杯，而為了增強道具報紙的殘舊感覺，報館內的一疊疊報紙是兩個月來導演們一同收集的成果。至於劇中方凝和麥曉欣的住所則是以短期租約形式租用的唐樓單位，單位內部由劇組從塗抹油漆開始一手一腳裝修，而方凝的藏書是由編審借出。第一集的嘉年華會爆炸事件，實為於深水埗海壇街與九江街交界對出的空地取景，拍攝引起的爆炸聲甚至驚動附近居民報警，消防、警察到場了解，得知是獲批准的電視拍攝後便離去。另外，據劇集片尾所述，田生集團借出寫字樓作拍攝場景、而高層人士聚餐的地方於iSQUARE「優意食堂」拍攝。
創作期間，編劇發動關係網不停約見包括突發新聞、副刊甚至娛樂版記者、傳媒人蒐集資料，甚至到印刷廠了解出版流程，如第一集中的記者會期間發生爆炸案的情節，編採室的反應和運作就是編審潘漫紅詢問任職採主的舊同學而得來。編劇亦尋遍坊間所有跟記者有關的書籍，惜講述記者見聞、心路歷程的書極少。而劇中的新聞故事方面，編劇創作劇本時鎖定了十幾件新聞行業發生過的大新聞小故事作為創作藍本，大至取材自1996年「凸周刊」社長梁天偉被斬手一案的總編輯汪海藍（梁小冰飾）被斬的情節，小至取材自青文書屋已故老闆羅志華先生的樂嘉輝（王宗堯飾）多年前有關塌書壓死人的報導。角色方面，潘漫紅透露李楓飾演的何麗雲（麗雲姐）取材自一位喜歡咬文嚼字的編劇，而王宗堯飾演的樂嘉輝（輝爺）的形象則參考另一男編劇。

### 選角
選角方面，潘漫紅曾向演員簡介此劇為「新聞版《20 30 40》」，意指希望三大女主角分別代表新聞界裏三種年齡階層的人物，為20歲出頭的新進記者麥曉欣、30歲的採訪主任方凝及40歲的總編輯汪海藍。潘漫紅揀選梁小冰及周家怡分別飾演汪海藍和方凝，是因為看過前者在港視拍攝的第一套劇集《驚異世紀》中演繹恐怖的一面，以及後者在無線電視劇集《不速之約》中內斂的演繹。而飾演麥曉欣的楊淇是由另一位編劇所推薦，王宗堯則是由總導演方俊華推薦飾演樂嘉輝，他們分別看過《20 30 40》中的楊淇與《勝者為王》裏的王宗堯，認為他們的演技能勝任。

### 拍攝及後期製作
此劇於2013年1月28日起拍攝，3月20日舉行開鏡儀式，並在同年8月24日完成拍攝。劇集採用全實景單機拍攝，歷時7至8個月，全劇總共24集，按此標準，時間之久為香港電視劇史上鮮有，其中拍攝新聞事件的實景尤其費時，搬運拍攝器材上車已須花半小時。另外，拍攝期間，港視曾決定停止拍攝而舉辦工作坊，所有劇集改行美劇模式，此劇因而成為港視第一套美劇模式劇集，改變包括減少拖遝情節及增強留白想像空間。有別於以往無綫電視劇集以製作為主導的模式，HKTV講求編導合作，而編審亦可跟隨劇組到達拍攝現場。此劇拍攝前一個月演員已收到劇本，演員不但會「圍讀」劇本，還有機會排練，而汪海藍先前的跛腳設定亦在此時修改。此外，據劇集片尾資料顯示，劇集內的特技飛車場口是由錢家班負責。另外，劇集播出前亦經過幾番波折，於拍攝完畢後不久，劇組便遇上免費電視發牌風波，香港電視網絡正式不獲發免費電視牌照，港視遂宣佈停止所有製作，而此劇當時正處於後期製作階段，劇組曾收到消息指再沒資源處理包括清除「威也」痕跡在內的後期製作工序，他們剪接好後成品的去向則須再待公司安排。其後，港視營運流動電視的計畫再度觸礁，最終，劇集於拍畢一年多後在網上播放。

#### 幕後工作
幕後工作人員非常注重劇情的連貫性，編審潘漫紅透露工作人員對於「連戲」的要求極高，副導演因而拍了成千上萬的道具、場景對比圖，例如劇中麥曉欣（阿咩，楊淇飾）在開會時相機帶的擺放位置及形狀需要在兩個拍攝場口完全一樣，眾人的手錶時間需要依照劇情推進而調校，扔報紙的場口在演員跳拍後報紙形狀、位置要一致等。汪海藍手臂疤痕的模樣橫跨廿集，石俊賢「被跳樓自殺」的血流披面裝容分開兩天拍攝且中間相隔了一星期，前者是化妝組及梁小冰一同記住，後者則是靠副導演Elson拍下照片予化妝師參考。凡此種種均顯示此劇製作之認真。另外，為求獲得最逼真效果，潘漫紅表示，在拍攝方凝（周家怡飾）的屋內哭戲時，儘管已預計觀眾未必能留意到，導演仍花了一個多小時研究及預備鏡頭、打燈位置，以達到光線像月光般從屋外照向方凝臉上淚珠的效果，與此同時，劇組亦十分留意場景的細節，小至多餘的一根煙頭也要拾起，而劇中廉政公署用來蒐集證據的箱子，劇組工作人員事前亦有特別考究。

#### 演員
劇中演員在投入角色時用了不同方法：慣演小家碧玉的梁小冰在了解角色走向後，拍攝時故意疏遠其他演員，以強化汪海藍的威嚴形象，待拍攝至中後期才配合角色與其他演員混熟；飾演社長的郭鋒與首次擔任主角的周家怡則為角色撰寫日記、自傳，利用劇本的資料構思角色的成長經歷以便投入演出；新晉記者麥曉欣則屬於九型人格中的第七型人格，與飾演者楊淇的性格十分相似。她演繹時以回憶往事的方式來培養情緒。另外，擔演單元角色傅永恆的陸駿光按照導演指示以沉鬱方式演出，而他於拍攝前三天自我封閉，務求把充滿鬱結的更生人士演得入型入格。

## 故事大綱

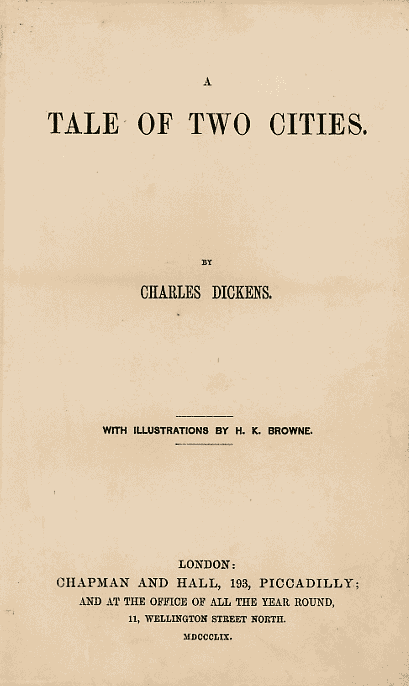
劇中汪海藍、方凝與麥曉欣為三「師徒」，其中《雙城記》一書就由汪海藍贈予方凝再借給麥曉欣。

故事講述2012年一群記者在面對商業社會的現實下，如何彰顯公義，監察社會的過程。汪海藍（梁小冰飾）原為《榴槤日報》副總編輯，後來調任《冏報》總編輯，遇上多年前一同共事過的採訪主任方凝（周家怡飾），兩人作風迥異，更盛傳多年前她們因工作而反目。與此同時，初來乍到的記者麥曉欣（楊淇飾），畢業於哲學系，對新聞業一竅不通。三人在免費報章「囧報」碰頭，造成不少衝突。

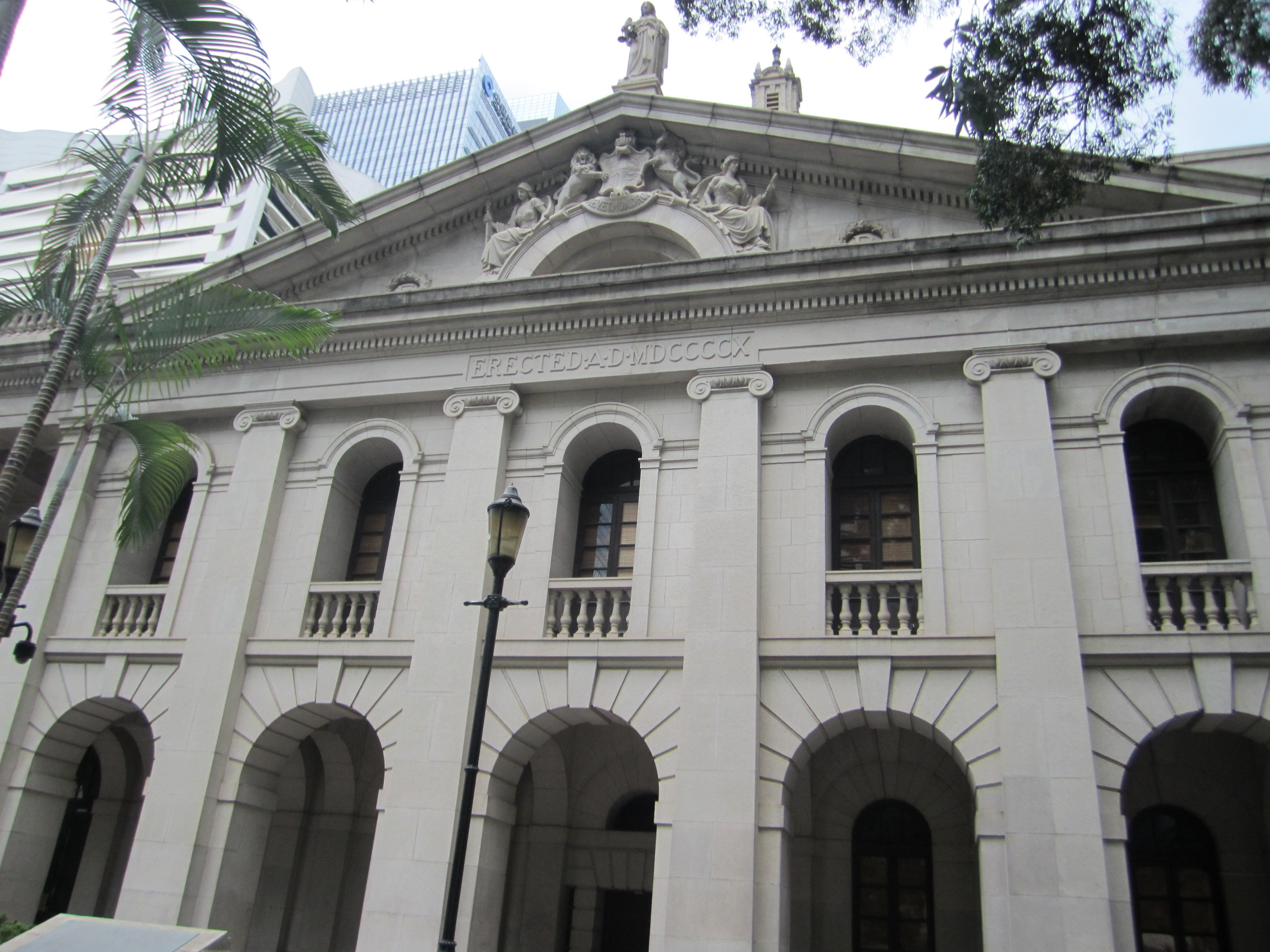
汪海藍、方凝與石俊賢原屬好友，曾於2005年在當時為香港立法會大樓的舊最高法院大樓外一同說出對七年後自己的期望。

一天，汪海藍與方凝收到一份七年前（2005年）石俊賢（李忠希飾）寄出的禮物，揭開她們反目的導火線。禮物內附有影片，當年汪海藍、方凝與區議員石俊賢份屬好友，三人曾於中環的舊立法會大樓外說出對七年後的自己的期望，並拍下影片——汪海藍希望自己能決定香港人的報紙頭條，方凝希望自己遇上正確的事能堅持，石俊賢則以晉身立法會為目標。其後石俊賢與方凝開始拍拖，汪海藍心有不甘，三人關係惡化。一次，汪海藍收到一份石俊賢的醫療報告，結果顯示石俊賢對愛滋病病毒測試呈陽性反應，最終汪海藍決定署名刊登報道。不久，石俊賢墮樓身亡，所有人都認定他是不堪壓力而自殺，直到一名失憶少女出現。

## 演員表

### 旗臻報業集團
- 報業集團，旗下有大報社榴槤日報和免費報紙囧報

| 演員   | 角色   | 暱稱/關係 |
| 梁健平 | 曹國英 | KY 原名盧家耀 集團主席，於第23集被辭退 「囧報」眾人及孫立德之上司 一直隱瞞自己於芬蘭留有案底，於第22集被汪海藍揭發並報料給獨家報 與丁駿生、關志偉勾結 於第10集被揭發款待高官 與丁駿生勾結並陷害汪海藍，在雙性寶寶的性器官上打薄格 於第21集轉讓集團12%股權予丁駿生 |
| 駱應鈞 | 丁駿生 | 凡豐國際主席 「囧報」眾人之天敵 一直有意收購旗臻報業集團，於第24集進入董事局 後被樂嘉輝和張一鳴揭穿「水天一式」漏洞，凡豐股價大跌而退出集團 |
| 曾啟綸 | 廖秉勛 | 均萬益集團主席 樂嘉輝之天敵 於第24集成為旗臻集團主席 參見廉署非法禁錮、走私私煙案（第11 - 15集） |
| 陳駿熙 | 申曉明 | Anson 旗臻報業集團主要董事 聯同汪海藍等人極力阻止丁駿生入主旗臻報業集團 |

#### 榴槤日報
- 榴槤的含義是十分多刺，容易刺傷人，如同辦報般經常會得罪人，而且會有人喜歡或不喜歡
- 旗臻報業集團旗下的報館
- 於第1集橫掃四個新聞獎

| 演員   | 角色   | 暱稱/關係                                                                               |
| 高俊文 | 孫立德 | 社長 曹國英之下屬                                                                       |
| 梁小冰 | 汪海藍 | 前副總編輯（於第1集調職至「囧報」） 七年前（第3集）與方凝報導鄭琳的故事 詳見囧報管理層  |
| 周家怡 | 方 凝  | 初級記者，轉職囧報後為港聞採訪主任 七年前（第3集）與汪海藍報導鄭琳的故事 詳見囧報採訪部 |
| 李 楓  | 何麗雲 | 突發婆 前突發組記者，後轉職囧報                                                         |

#### 囧報
- 報章名稱的囧字是明亮的意思，即表示用真相照亮社會
- 旗臻報業集團旗下的報館
- 於第5集創辦四週年

##### 管理層
| 演員   | 角色   | 暱稱/關係 |
| 郭 鋒  | 關志偉 | 關公 囧報社長 張一鳴之好友 與曹國英不和 極度畏懼汪海藍 於第10集因其子被人誣告非禮，需打官司而家財盡失 於第16集受丁駿生賄款而陷害汪海藍，在雙性寶寶的性器官上打薄格子 於第22集良心發現，將報紙頭版改為報導失憶少女被殺一事 |
| 梁小冰 | 汪海藍 | Alma、皇阿媽 第1-17集及23-24集為總編輯 曾於第18集被貶至海外發展部，於第21集被辭退 原為榴槤日報副總編輯，於第1集被曹國英空降到囧報任總編輯 張一鳴之前妻 張燊蕊之母 Mark之性伴侶，於第2集與他發生性關係，後分手 單戀石俊賢 丁駿生之天敵 七年前與方凝亦師亦友，後因石俊賢而反目，曾與她亦敵亦友 七年前受何麗雲一言啟發，決定報導石俊賢感染愛滋一事 石俊賢墮樓時跌落其車上，以致受驚過度而發生交通意外，令其背部受極大損傷 於第18集因被誣捏導致眾叛親離而重拾對方凝的友情及珍惜與女兒的親情 於第1集被調職至囧報 於第2集被丁駿生和Jeannie Mak派人斬其左手 於第4集與苗匯堃進行檯底交易，並要求下屬將頭版新聞改為喬德強召妓 於第8集與丁駿生進行交易，干涉記者繼續採訪其拐走尹兆龍私生女一事 於第16集錯過與女兒的約會，後更被關志偉和丁駿生陷害而導致人生盡毀 於第20集的小型記者會中重拾對採訪新聞的熱誠 於第21集被辭退所有職務，真相大白後獲得所有人同情 於第23集恢復總編輯之位後並決定揭發丁駿生的惡行 於第24集結尾辭去總編輯職務，並乘搭13:30起飛之客機前往英國倫敦遊學，同時一班前往英國倫敦之客機於13:36墜機，生死未卜（電影版交代她臨時改為與張一鳴乘搭另一航班前往美國） |
| 陳穎妍 | 袁美儀 | Emily 囧報娛樂及副刊採訪主任，於第18-22集間為總編輯，於第23集重新任職娛樂及副刊採訪主任 與莫允財不和 極度討厭汪海藍 成為總編輯後變得囂張、自以為是，並遭到其他同事的厭惡 於第24集與眾人和好 參見採訪部 |
| 周家怡 | 方 凝  | 於第17、24集暫代總編輯職務 參見採訪部 |

##### 採訪部
| 演員   | 角色   | 暱稱/關係 |
| 周家怡 | 方 凝  | 囧報港聞採訪主任 麥曉欣之室友 七年前與汪海藍亦師亦友，曾因石俊賢而反目 丁駿生之天敵 石俊賢之前女友 七年前（第3集）與汪海藍報導鄭琳的故事 於第4集不理汪海藍的要求仍以苗蔡詠舒車禍作頭版 於第21集與汪海藍重修舊好 於第21集向麥曉欣表白 於第24集暫代總編輯職務 參見管理層 |
| 陳穎妍 | 袁美儀 | Emily 囧報娛樂及副刊採訪主任，於第18-22集間為總編輯 與莫允財不和 極度討厭汪海藍 李璐之上司 於第24集與眾人和好 參見管理層 |
| 楊天經 | 莫允財 | 莫財 囧報財經採訪主任 阿文之男友，於第18集分手 與袁美儀不和 於第16集跟隨邪教教徒上船「避開世界末日」，暗中報導邪教教長是騙子，於第18集下船 於第24集成功分析凡豐營運方式，而令集團簽約不成而崩潰                                                                        |

##### 記者
| 演員   | 角色   | 暱稱/關係 |
| 王宗堯 | 樂嘉輝 | 輝爺 囧報高級記者 王子健之好友 與麥曉欣互生情愫，於第14集與其發生性關係並成為其男友，於第15集分手，最後於第24集復合 曾任輝煌日報記者，於七年前因被朋友誣捏其誹謗而離職 因在家中會回想起不快回憶而居於「囧報」公司內 於第4集交換汪海藍電話以幫助方凝，並不理汪海藍的要求仍以苗蔡詠舒車禍作頭版 於第15集患上抑鬱症，於第24集解開心結後康復 |
| 姜文杰 | 王子健 | 王子 囧報攝影記者 十分注重儀容整潔 王子發之弟 樂嘉輝、麥曉欣之好友 單戀方凝 於第2集因偷影Jeannie Mak的通姦吸毒派對而被Jeannie派人打傷 於第4集不理汪海藍的要求仍以苗蔡詠舒車禍作頭版 於第21集向方凝表白及試圖發生性關係但失敗 於第24集因及時推開伍晞彤而被王子發手下錯手用刀插中心臟而死                                                  |
| 楊 淇  | 麥曉欣 | Mallory、阿咩 囧報初級記者 方凝之室友 欣賞汪海藍 王子健、蘇文康之好友 與樂嘉輝互生情愫，於第14集與其發生一夜情並成為其女友，於第15集分手，最後於第24集復合 於第4集不理汪海藍的要求仍以苗蔡詠舒車禍作頭版 於第14集被綁架，於第15集獲救 |
| 林熹瞳 | 李 璐  | Noel 囧報娛樂版記者 袁美儀之下屬 負責採訪「雙性嬰兒」故事 |
| 黃嘉謙 | 吳泰勇 | 勇哥 囧報記者 愛好零食 |

##### 其他職員
| 演員   | 角色   | 暱稱/關係                                                                                     |
| 李 楓  | 何麗雲 | 麗雲姐 囧報校對 曾為榴槤日報突發記者 畢業於英文大學中文系                                     |
| 鮑康兒 | 周詠薇 | Winnie 囧報美術部初級設計                                                                     |
| 賀文傑 | Sam    | 榴槤日報職員→囧報職員 汪海藍之助手，後出賣她 與曹國英合謀將雙性嬰兒照片的馬賽克由厚格變成薄格 |

### 輝煌日報
| 演員   | 角色   | 暱稱/關係                                                                      |
| 李煌生 | 老 總  | 總編輯 七年前向廖秉勛屈服，逼使樂嘉輝道歉                                      |
| 王宗堯 | 樂嘉輝 | 七年前為輝煌日報記者 因報導撞車頂包案而須登報道歉及辭職 後轉職囧報升任資深記者 |

### 獨家報
- 報料費為$1000（HKD）

| 演員   | 角色   | 暱稱/關係                                                                             |
| 莫偉文 | 社 長  | 獨家報社長 於第22集獲汪海藍報料                                                       |
| 梁小冰 | 汪海藍 | 前員工 於第22集揭發曹國英原名為盧家耀，為隱瞞自己於芬蘭有案底而改名，其後報料予獨家報 |
| 李芷琪 |        | 記者                                                                                  |
| 許俊豪 |        | 記者                                                                                  |
| 李善恒 |        | 記者 挑釁傅永恆以誣陷他患有躁狂症                                                     |
| 傅劍虹 |        | 記者                                                                                  |

### C99新聞台
| 演員   | 角色 | 暱稱/關係 |
| 林凱儀 |      | 記者      |
| 林伽遙 |      | 主播      |
| 廖靖雯 |      | 主播      |
| 何戎笙 |      | 主播      |

### 麥家
| 演員   | 角色   | 暱稱/關係 |
| 關偉倫 | 麥耀祖 | 姚玉玲之夫並虐待她 麥曉欣之父 因工廠倒閉而失業變得暴戾 於第20集因被樂嘉輝還擊感受到被打的痛楚而悔改 最後被判入小欖精神病院接受精神治療                        |
| 陳安瑩 | 姚玉玲 | 麥耀祖之妻，被其虐待 麥曉欣之母 為人膽小怕事 於第18集被麥耀祖毒打而重傷送院                                                                                   |
| 楊 淇  | 麥曉欣 | Mallory、阿咩 麥耀祖、姚玉玲之女 曾因父親承諾還原扭計骰便能到美國，但因父親失業而告吹，從而對完整的扭計骰感到厭惡 於第18集被麥耀祖毒打而送院 童年由莊錠欣飾演 |

### 張家
| 演員           | 角色   | 暱稱/關係 |
| 陳宇琛（青年） | 張一鳴 | Eric 跨國建築工程公司環境工程師 / 業餘蝴蝶專家 汪海藍之前夫, 1992年離婚 張燊蕊之父 關志偉之好友 丁駿生之下屬 曾因雙性嬰兒報導刊出後與汪海藍不和，後於第20集和好 於第24集被汪海藍游說而自爆「水天一式」蓄洪池存在漏洞以拖垮丁駿生 |
| 石 修          | 張一鳴 | Eric 跨國建築工程公司環境工程師 / 業餘蝴蝶專家 汪海藍之前夫, 1992年離婚 張燊蕊之父 關志偉之好友 丁駿生之下屬 曾因雙性嬰兒報導刊出後與汪海藍不和，後於第20集和好 於第24集被汪海藍游說而自爆「水天一式」蓄洪池存在漏洞以拖垮丁駿生 |
| 丁樂鍶（青年） | 汪海藍 | 張一鳴之前妻，1992年離婚 張燊蕊之母 曾育有第二胎，但最後選擇墮胎 曾因雙性嬰兒報導刊出後與張一鳴不和，後於第20集和好 詳見管理層                                                                                                   |
| 梁小冰         | 汪海藍 | 張一鳴之前妻，1992年離婚 張燊蕊之母 曾育有第二胎，但最後選擇墮胎 曾因雙性嬰兒報導刊出後與張一鳴不和，後於第20集和好 詳見管理層                                                                                                   |
| 黃美棋         | 張燊蕊 | Venus 張一鳴、汪海藍之女 李廷軒之妻 於第14集誕下一雙性嬰兒，主張讓孩子自行決定性別 於第17集自殺未遂 |
| 陳一天         | 李廷軒 | Chris 張燊蕊之夫 張一鳴之女婿 於第14集張燊蕊誕下一雙性嬰兒，主張父母先行決定性別 |

### 方家
| 演員   | 角色   | 暱稱/關係               |
| 李鴻   | 方成   | 方凝之父                |
| 盧希萊 | 陳秀芳 | 「超純水」員工 方凝之母 |
| 周家怡 | 方 凝  | 囧報港聞採訪主任        |

### 王家
| 演員   | 角色   | 暱稱/關係                                                        |
| 胡炯龍 | 王子發 | 王子健之兄 為社團祥興中人，於第廿四集手下誤殺弟弟王子健 有一女友 |
| 余采霖 | 發女友 | 王子發之女友                                                     |
| 姜文杰 | 王子健 | 王子 王子發之弟 詳見囧報記者                                     |

### 與新聞有關的人物

#### 明星人狗交（第1集）
| 演員   | 角色        | 暱稱/關係                                            |
| 何紫綸 | Jeannie Mak | 影后 於第1集被爆出人狗交醜聞 於第2集派人斬汪海藍左手 |
| 侯建文 | 神秘刀手    | 於第二集追斬汪海藍的刀手                             |

#### 爆炸事故（第1集）
| 演員   | 角色  | 暱稱/關係            |
| 鄭家生 | 福    | 於北區嘉年華放置炸彈 |
| 李安娜 | Sandy |                      |
| 張潔蓮 | 司 儀 |                      |

#### 斬人案（第1-2集）
| 演員   | 角色 | 暱稱/關係                                           |
| 何婷恩 | 碧   | 兇手妻子 央求麥曉欣替她找回被獨家報記者丟棄的全家福 |

#### 通姦吸毒派對（第2集）
| 演員   | 角色        | 暱稱/關係                                                |
| 何紫綸 | Jeannie Mak | 於第2集舉辦通姦吸毒派對                                  |
| 倫紫玄 | Cola        | Jeannie Mak朋友 於第2集參與Jeannie Mak舉辦的通姦吸毒派對 |
| 陳少邦 |             | 總督察 於第2集參與Jeannie Mak舉辦的通姦吸毒派對          |
| 周子龍 |             | 督察 於第2集參與Jeannie Mak舉辦的通姦吸毒派對            |

#### 露宿者（第3集）
| 演員   | 角色  | 暱稱/關係                                                                            |
| 馮素波 | 譚 娥 | 譚婆婆 露宿者 鄭琳之養外祖母，七年前（第3集）與其分開                                |
| 林淽諾 | 鄭 琳 | 琳琳、白痴妹 露宿者／智障人士 譚蛾之養外孫女 七年前（第3集）被送往中國大陸的庇護中心 |
| 利耀堂 | 琳 父 | 鄭琳之親父 遺棄女兒後前往中國大陸                                                    |

#### 千億爭產（第2－5集）
| 演員   | 角色     | 暱稱/關係 |
| 鄭恕峰 | 苗仲勤   | 苗老 苗匯堃、苗匯森之父 苗蔡詠舒之家翁兼情夫 於第3集要求苗蔡詠舒殺死自己                                                |
| 詹秉熙 | 苗匯堃   | Patrick 苗仲勤之長子 苗蔡詠舒之夫，經常暴力和冷漠地對待她 苗匯森之兄兼天敵                                              |
| 關伊彤 | 苗蔡詠舒 | 苗仲勤之媳婦 被苗仲勤強姦後成為其情婦 苗匯堃之妻，經常被他暴力和冷漠地對待 蔡詠豪之姊 於第3集殺死苗仲勤 於第4集車禍重傷 |
| 陳家樂 | 蔡詠豪   | 蔡詠舒之弟 因車禍而半身不遂 央求方凝公開其姊之日記                                                                      |
| 羅貫峰 | 苗匯森   | 苗仲勤之幼子 同性戀者 苗匯堃之弟兼天敵 Brian之同性伴侶                                                                  |
| 傅楚惠 | 鄧芷晴   | 護士 收取苗蔡詠舒大筆金錢隱瞞殺人真相                                                                                   |
| 何慶輝 | Brian    | 苗匯森之同性伴侶 後討厭苗匯森                                                                                           |

#### 冤獄（第5－6集）
| 演員   | 角色     | 暱稱/關係 |
| 陸駿光 | 傅永恆   | 七年前向賴振超追討欠款而賴振超離奇死亡，被黑社會威脅對其母不利，而認罪入獄七年 於第5集接受方凝勸告，探望其母 於第6集因獨家報捏造事實而一蹶不振，後被重案組要脅自殺 |
| 余慕蓮 | 恆 母    | 傅永恆之母親 於第5集病危，幸得傅永恆探望減輕病情 |
| 李忠希 | 石俊賢   | 石議員 七年前盡力協助傅永恆脫罪未成，後於同年逝世 |
| 黃冠斌 | 賴振超   | 七年前向傅永恆借下三萬元未還，後突然死亡 |
| 卓 躒  | 車房職員 | |

#### 黑警（第7－8集）
| 演員   | 角色     | 暱稱/關係 |
| 陸駿光 | 傅永恆   | 因七年前向賴振超追討欠款而賴振超離奇死亡，被威脅對其母不利，而認罪入獄七年 於第5集接受方凝勸告，探望其母 於第6集因獨家報捏造事實而自殺 於第8集證實被自殺 |
| 余慕蓮 | 恆 母    | 傅永恆之母親 |
| 林景弘 | 趙達昌   | 趙sir 黑警 督察 七年前在後巷謀殺賴振超 在第7集為掩飾真相令傅永恆「被自殺」 於第8集被捕                                                                   |
| 魯文傑 | 黎克儉   | 黑仔 黑警 七年前在後巷謀殺賴振超 為人膽小怕事 於第8集被捕                                                                                                |
| 游 飈  | 張耀昇   | 黑警 七年前在後巷謀殺賴振超 於第8集被捕 |
| 陳仕文 | 譚慶全   | 阿全 黑警 七年前在後巷謀殺賴振超 於第8集被捕 |
| 黃澤鋒 | 蘇文康   | 警察 方凝之友 協助麥曉欣及方凝調查傅永恆自殺真相 |
| 黃冠斌 | 賴振超   | 七年前被四名黑警在暗角勒死，再嫁禍傅永恆 |
| 黃鳳瓊 | 酒舖老闆 | |
| 卓 躒  | 車房職員 | |

#### 區議會補選、江湖飯局（第8－11集）
| 演員   | 角色   | 暱稱/關係 |
| 駱應鈞 | 丁駿生 | 凡豐國際控股集團董事／行政會議非官守成員 彩頤區候選人 汪海藍、方凝之天敵 七年前曾涉及經營套房事件及殺害石俊賢 於第9集被獨家報揭發其居所內僭建地庫 第10集被囧報揭發與社團「祥興」副山主舉行飯局 |
| 黃文標 | 尹兆龍 | 彩頤區候選人 「工人在線」成員 有潔癖 於第8集被囧報揭發其出席愛滋活動乃是一場公關技倆 於第9集被丁駿生綁架其私生女，要求其退出彩頤區選舉                                                         |
| 李靄璣 | 李曉筠 | 尹兆龍之情婦 與其育有一私生女 |
| 張雅麗 | 護士長 | |
| 梁健平 | 曹國英 | 旗臻報業集團行政總裁 與丁駿生勾結 詳見旗臻報業集團 |
| 黃澤鋒 | 蘇文康 | 警員 方凝之好友 協助方凝調查事件 |
| 李雨陽 | 陳俊逸 | Calvin 丁駿生助手 |
| 莊兆麟 |        | 尹兆龍助手 |
| 冼灝英 | 基     | 社團「祥興」副山主 |
| 胡炯龍 | 王子發 | 王子健之兄 社團「祥興」中人 |
| 張國洪 |        | 基手下 |
| 許明志 | 天     | |
| 郭仲添 | 古惑仔 | |
|        | 湯世雄 | 湖南仔 意圖藉七年前事件勒索丁駿生 第十集疑被滅口 |
|        | 肥龍   | 祥興大佬 與沙膽忠爭奪坐館 |
|        | 沙膽忠 | 祥興大佬 與肥龍爭奪坐館 |
| 張學良 | James  | 前當紅歌手 愛滋病患者 |

#### 廉署非法禁錮、走私私煙案（第11 - 15集）
| 演員   | 角色   | 暱稱/關係 |
| 湯 怡  | 劉淑貞 | Flora 樂嘉輝前女友 賈樹仁之情婦 自稱林慧斯之好友 於第11集向樂嘉輝透露林慧斯被非法禁錮，結果連累樂嘉輝被廉署調查 於第15集與賈樹仁一起逃走                                      |
| 江 暉  | 賈樹仁 | Ryan 廉政公署高級調查主任 暗中幫助廖秉勛，後險被其滅口 利用劉淑貞透過樂嘉輝公開林慧斯被非法禁錮而令她不敢出庭作證 第15集襲擊樂嘉輝並逃走 最後被祥興殺手斬成重傷送院，後來被捕 |
| 曾啟綸 | 廖秉勛 | 香港十大富豪 均萬益有限公司主席 靠煙草起家，為80年代香港煙草大王 與昌隆達物流公司有生意上勾當 於第15集被捕但脫罪 於第24集末成為旗臻集團主席 參見旗臻報業集團                  |
| 嘉 俊  | 林德培 | 廖秉勛之私人助理 七年前為其撞車案頂包，並出賣樂嘉輝 於第13集因末期肺癌而被逼辭職，最終去世，臨終前交託下一隻載有均萬益有限公司交易記錄的USB記憶體                             |
| 菁 瑋  | 蕭彥華 | 廉政公署調查主任 |
| 鄧博軒 |        | 廉署調查員 |
| 伍慧珊 | 林慧斯 | 昌隆達物流公司主席 於第11集被廉署非法禁錮72小時 |
| 王少萍 | 林小姐 | Bonnie 均萬益有限公司秘書 經常到First Class Fitness健身 |
| 胡炯龍 | 王子發 | 王子健之兄 社團「祥興」中人 於第13集因保護王子健而受傷入院 第15集提供線索與王子健找尋麥曉欣 成功利用警方拘捕死對頭沙膽忠                                                      |
| 許明志 | 天     | 王子發手下 |
|        | 沙膽忠 | 祥興大佬 綁架麥曉欣 第十五集被捕 |
| 謝芷倫 |        | First Class Fitness職員 |
| 趙俊銘 |        | First Class Fitness職員 |
| 郭穎東 | 張sir  | 警察 |
| 黃羚恩 | 護 士  | 於林德培去世後交托的USB記憶體及親筆信交給樂嘉輝 |

#### 雙性嬰兒（第14 - 18集）
| 演員   | 角色   | 暱稱/關係 |
| 梁小冰 | 汪海藍 | 張燊蕊之母 於第16集登出嬰兒的照片，蓋上較低解析度的馬賽克 於第17集被陷害，登上較為清晰的照片，以致人生盡毀並失去總編輯之位 於第19集與張燊蕊冰釋前嫌 |
| 黃美棋 | 張燊蕊 | Venus 李廷軒之妻 主張讓孩子自行決定性別 於第17集自殺不遂                                                                                            |
| 陳一天 | 李廷軒 | Chris 張燊蕊之夫 主張父母先行決定性別 於第17集強行抱走嬰兒                                                                                          |

#### 末日邪教（第16 - 18集）
| 演員   | 角色   | 暱稱/關係                                                              |
| 楊天經 | 莫允財 | 囧報記者 於第16集公開其記者身份後，遭到文的斥責及不信任                |
| 余天欣 | 文     | 邪教信徒 與莫允財相識 於第16集與全家支付十萬元作為所謂的方舟的登船費用 |
| 黎彼得 | 文 父  | 邪教信徒                                                               |

#### 石俊賢自殺之謎、失憶少女、水天一式案（第16 - 24集）
| 演員   | 角色       | 暱稱/關係 |
| 駱應鈞 | 丁駿生     | 凡豐國際控股集團董事 於第21集試圖賄賂張一鳴縮小蓄洪池的規模以節省開支，但最終失敗 於第22集以汪海藍、其女兒及嬰兒的性命威脅張一鳴簽署修改的圖則，最後成功 於第24集簽訂大連水天一式合約被揭發蓄洪池存在嚴重漏洞，而令簽約不成及集團崩潰 |
| 石 修  | 張一鳴     | 「水天一式」環境工程師 丁駿生之下屬 麥曉欣之好友 於第21集不接受丁駿生的賄賂以縮小蓄洪池的規模 於第22集在丁駿生的威脅下簽署修改後的圖則 於第24集承受身敗名裂的風險下，揭發經修改後的蓄洪池有嚴重漏洞，而令凡豐集團崩潰                 |
| 李雨陽 | 陳俊逸     | Calvin 丁駿生之心腹 於七年前與湯世雄一起推石俊賢落樓令其死亡 最後因石俊賢案被捕 |
| 何詠雯 | 容凱琪     | Katie 攝影師 七年前因腦膜炎昏迷六年半 於第19集的攝影展中僅存的四張照片中意外拍攝到丁駿生助手Calvin及湯世雄謀殺石俊賢的證據 於第22集在催眠記起石俊賢被丁駿生助手陳俊逸及湯世雄謀殺的畫面，而被陳俊逸買兇殺害                           |
| 黃澤鋒 | 蘇文康     | 警察 方凝之友 佯裝協助方凝調查石俊賢死前電話記錄，實際上協助陳俊逸設局令急於尋找證據的方凝中計 最後因貪污被捕 |
| 梁健平 | 曹國英     | 與丁駿生勾結 第22集被獨家報揭發於芬蘭留學時有案底 |
| 張鴻熙 | 社 工      | 於第20集舉行講述行乞者的人權的記者招待會 |
| 陳佩思 | 催眠治療師 | 於第22集向容凱琪施展催眠術，令石俊賢自殺一案水落石出 |
| 陳詩慧 | 伍晞彤     | 道友 長期濫藥以致神志不清 於第23集收取方凝數千元後作虛假陳述 後於第24集車禍身亡 |
|        | 彭卓謙     | 石俊賢之舊同學 前凡豐會計師 因掌握丁駿生罪證被製造車禍假象滅口 |
| 陳思齊 | CID        | |
| 呂柏暉 | CID        | |
| 陳積榮 | 醫 生      | |
| 黃 瑩  | 股東會主持 | |
|        | 殺 手      | 先後殺死容凱琪及王子健 誤殺王子健後被憤怒的王子發毒打，最後被捕 |
|        | 湯世雄     | 湖南仔 於七年前與Calvin一起推石俊賢落樓令其死亡 |

### 其他演員
| 演員   | 角色       | 暱稱/關係 |
| 李忠希 | 石俊賢     | 石議員 1973年5月9日生 前彩頤區泛民區議員 愛滋病患者 方凝之前男友 汪海藍之鍾情對象 於第5集回顧七年前片段中，透露因汪海藍報導其患有愛滋病的新聞而自殺，實質是被丁駿生殺害 於第5集中，設定於七年後送遞給方凝和汪海藍的禮物送抵 於第9集的舊片段中跳樓自殺身亡，實則另有內情未透露 於第20集的舊片段中顯示其為被湯世雄及丁駿生助手Calvin扔下而亡 |
| 楊鴻俊 | 趙啟榮     | 石俊賢之助理 |
| 鄺佐輝 | 一哥       | 警務處處長 |
| 古天祥 | Mark       | 汪海藍之情人，於第2集與她發生性關係 於第2集離開香港 |
| 黃紫嫻 | Carmen     | 方凝前室友，身在外國（聲音演出） |
| 趙敏通 | 蒲精華     | 精通各地骨場資訊 樂嘉輝夜蒲損友 透露資訊予樂嘉輝 |
| 杜飛龍 | Steve      | 陳秀芳為方凝安排的相親對象 |
| 黃翠儀 | 君         | 保安員 姚玉玲之好友 |
| 朱婉儀 | 陳耀樺妹妹 | 陳耀樺之妹 繼承其兄之邦文書屋 其兄被塌下的書櫃壓死（改編自現實中的青文書屋被塌下書籍壓死的老闆羅志華） |
| 高可慧 | 妓 女      | 樂嘉輝之好友 被樂嘉輝用來戲弄麥曉欣的對象 |
| 沈 穎  | June       | 麥曉欣於回港機上認識之朋友 第一集收留麥曉欣 第二集婉言請麥曉欣離開 |
| 黎振燁 | June男友   | |
| 江嘉俊 |            | 酒吧老闆 |

## 觀眾迴響及劇組回應
此劇播出後，觀眾迴響甚大，尤其網民紛紛在互聯網上討論，而劇組亦經常到網上討論區觀看留言，其中編審潘漫紅就曾以名為「導火」的用戶於高登討論區留言。當時有網民表示希望劇組回應，她與另一編劇商量後便具名代表劇組答謝網民支持。劇集良好的口碑亦帶動港視每日平均收視逐步回升，如點播收視的「每日平均收看香港電視的獨立登入數目」，由2015年3月23日至3月31日的54,000上升至4月1日至8日的59,000，而隨著劇情發展，輿論話題亦隨之變化。

### 受傳媒工作者留意
劇集開播之初已受傳媒工作者留意 ；記者、編輯都好奇劇集把傳媒行業拍成甚麼樣子 ；《明報》中的匿名前線記者專欄就曾有文章講述突發新聞飛車情節，指出由於現時香港警務處的通訊已完全數碼化，記者無法再竊聽通訊內容而得悉突發事件的地點，故劇中的飛車場面現已很少在現實出現，而《壹週刊》亦曾報道，在現今網絡年代，人人都是記者，突發新聞記者的重要性愈來愈低"。另外，上述《明報》專欄亦有解釋傳媒機構內部權力架構，指出現實中的記者、採訪主任及編輯三個階層分別都再有劃分不同職銜，劇中的設定與現實報社大相逕庭。而資深傳媒人、時事評論員李慧玲在其網上時事評論節目《一錘定音》內表示，劇集存在很多反思空間，例如總編輯汪海藍決定用明星人狗交作頭條而放棄憤怒市民報復區議員的爆炸案新聞，看似是汪譁眾取寵，但也視乎報道的角度，若以動物權益的角度探討並無不可。她又以方凝堅持富商虐妻的頭版新聞與汪海藍的富商局長嫖妓新聞等五宗新聞作比較，方的堅持看似正確，但汪與人檯底交易後獲得的是或涉及官商勾結證據的新聞，難以判定誰對誰錯。劇集大結局後，李慧玲評論此劇時表示劇集資料搜集功夫最值得稱讚，劇情沒有太犯駁之處，惟劇中記者做偵查報道的方法比現實誇張了一點，他認為屬於戲劇性加工，指劇中做法非常危險，現實中應該交給警方處理。

### 與真實事件的巧合
劇集播出後，坊間不時形容其為「先知劇」、「預言劇」等，因為劇集於2013年拍攝，內容卻與2014年起轟動一時的事件十分相似。傳媒曾提及的事例包括劇中總編輯被斬與現實中2014年2月《明報》高層劉進圖遇襲事件、劇中報社採主及記者越權更換頭版與現實中明報更換頭版一事、劇中傅永恆被警察暗角毆打與現實中2014年10月雨傘革命期間警察暗角毆打曾健超一事、以及劇中麥曉欣（阿咩）家庭暴力的情節與現實中行政長官梁振英和當時仍然在世的次女梁齊昕涉嫌遇上家庭暴力，劇中露宿者譚娥照顧的女孩被父親遺棄後被遣返內地一事和現實中肖友懷事件相類似，與及劇中被虐打的富商妻子和現實中受家庭暴力的梁齊昕同樣被指有情緒問題。
潘漫紅在解釋巧合的情節時指，劇組當初根本預計不到劇集何時播出，創作劇本時並無推測香港日後的情況，種種巧合只是因為太陽底下無新事，現實比戲劇更荒謬。

### 道具、化妝認真
觀眾讚揚劇中道具細緻認真，一瞬即逝的道具亦一絲不苟，切合故事背景，有別於無綫電視劇集的粗疏。例如劇中提到2005年石俊賢議員（李忠希飾）被人丟下樓時，有一女子（何詠雯飾）於附近無意中以菲林相機把這情境拍下，而當時她使用的道具正是2000年初出產的CANON EOS 300。此相機機身輕巧，適合女性用家，符合角色設定。另一情節為方凝（周家怡飾）回憶2005年初出道時出席一個關於關懷露宿者的記者會，同場的另一名記者的手提電話正是當時的新款式手提電話Panasonic X800。
化妝方面，劇中汪海藍（梁小冰飾）於第2集被斬因而手臂留有傷痕，而其後的集數角色均以冬裝示人，直至第22集汪海藍露出手臂，觀眾則發現手臂上疤痕的位置及傾斜度與第2集的一模一樣，因此大讚製作認真，對連貫性的要求嚴謹。
副導演接受訪問時表示當初只想認真工作，並無預計觀眾會留意到這些細節，更讚揚觀眾的用心。主角之一的梁小冰回應指工作人員非常認真，遇上沒有近鏡拍攝手臂的場口仍要求化妝補上疤痕。編審潘漫紅則解釋劇中使用的舊式相機是來自其中一位編劇，他們撰寫劇本時已考慮道具問題。

### 宣傳
在此劇播出前，港視已播出多套劇集，但一直未有公開的宣傳活動。港視主席王維基在專欄表示，由於港視以網絡電視形式播放節目，而觀眾群尚未固定，故認為於公眾地方舉辦的宣傳活動成本效益不如社交網絡上的宣傳。隨著劇集熱播，港視於2015年3月14日在將軍澳東港城舉行第一次宣傳活動，而第二次亦為劇集最後一次宣傳活動，為4月3日於尖沙咀及旺角舉行的開篷巴士巡遊。三月底，劇集播放至約一半時，港視首度為劇集於戲院賣廣告宣傳。另外，劇集口碑甚佳，港視每日收視亦回升，此劇播至第18集時開始有冠名贊助，贊助商為幸福醫藥，亦為香港電視第三套獲得冠名贊助的劇集。
此外，劇集播放至第21集時，方凝突然向麥曉欣表白，由於劇情鋪排和事前的公開資料均無着墨於此，觀眾因而反應甚大，飾演方凝的周家怡表示劇組一直不希望公開此一故事線，讓觀眾猜想一下兩名女角色的關係，而編審潘漫紅則透露當初劇本之所以這樣寫，是因為感覺到方凝會有這個傾向，而劇組早料到觀眾看到這條「同性戀」故事線後會有很大反應，他們不希望讓它模糊了劇集焦點，所以一直沒公開這故事線，但劇組明白傳媒報導的需要，最終把王子健與方凝的故事線資料公開。

### 劇組的反思
劇集叫好叫座，劇組對觀眾支持表示感激，但當演員、編審接受訪問時，他們紛紛表示幾年後重看，發覺當初可做得更好，編審潘漫紅就曾說過，她認為劇本其中一個不足之處，就是對七年前汪海藍在工作上的狠勁刻畫不夠，她指劇本著重了汪海藍與方凝之間的感情瓜葛而忽略汪的工作態度。

## 記事
- 2015年3月5日：第一集中約八分鐘片段上載至YouTube及香港電視應用程式供網民欣賞。
- 2015年3月10日：本劇播放第一集，並延長播放時間至20:30。

## 軼事
- 本身屬於記者和主播的林伽遙、廖靖雯和何戎笙，由於當時受聘於香港電視網絡，因此三人被安排於本劇客串飾演其本業，而劇中虛構的C99電視台攝影棚則為香港新聞台之實景。

## 提名及獎項

### 2015年度YAHOO!搜尋人氣大獎
| 獎項         | 單位       | 結果 |
| ------------ | ---------- | ---- |
| 人氣電視劇集 | 導火新聞線 | 獲獎 |

### 觀眾在民間電視大奬2018
此劇於2018年於香港開電視播出，故可獲提名資格，惟未能入圍各個獎項的最終候選名單。

## 製作團隊
| - 總導演：方俊華 - 編審：潘漫紅 - 創作總監：林少枝 - 導演：方俊華、廖俊碩、歐耀傑 - 副導演：陳祉茵、麥楨、張曉怡、江冬祈 - 編劇：潘漫紅、阮美鳳、何珮中、霍婉君、黃安培 - 製片：陳笑珍 - 助理製片：陳寶琪 - 特技化粧：陳志揚 - 化粧指導：陳素潔 - 化粧：胡鳳美、彭昇裕、鍾文珊 - 髮型指導：廖海明 - 髮型：楊志健、李沛華、魏紅梅 - 形象及服裝指導：丁羨儀 - 服裝設計：文慧莎、廖國威 - 服裝：朱寶群、盧素容、陳靜婷、司徒慧筠 - 美術指導：譚譯諱 - 副美術指導：楊蔚傑、王錦潮、梁翠芳 | - 道具統籌：張貴祥 - 置景道具：梁煥洪、吳家豪 - 攝影師：胡衡泰、徐偉光 - 收音師：曾玉枚 - 燈光師：楊德偉 - 劇務：曾國華、張錦培 - 數碼調色及視像效果：林國均 - 剪接：江靜威 - 電腦動畫：譚景強 - 視覺特效統籌：劉智平 - 配音效果：iZone Sound Design - 混錄：鄺偉華 - 配樂指導：江暉 - 煙火特別效果：劉志勇 - 動作特技指導：黃劍斌 - 副動作特技指導：歐榮顯、陳健榮 - 飛車特技：錢家班 - 飛車特技指導：吳海堂 - 製作聯絡：劉心賢、鄧珮詩、黃福貴 |

## 外部連結
- YouTube上的導火新聞線 第一集片段
- YouTube上的Can't Let Go (《導火新聞線》插曲)

## 節目變遷
| 马来西亚 Astro雙星、Astro双星HD 星期日至四 19:00－20:00 節目 | 马来西亚 Astro雙星、Astro双星HD 星期日至四 19:00－20:00 節目 | 马来西亚 Astro雙星、Astro双星HD 星期日至四 19:00－20:00 節目 |
| ------------------------------------------------------------ | ------------------------------------------------------------ | ------------------------------------------------------------ |
|                                                              | 導火新聞線 （2015年3月9日－4月9日）                          |                                                              |
| 第二人生 （2015年2月22日－3月8日）                           | 三天 （2015年4月12日－5月10日）                              |                                                              |

| cHK香港台 星期一至五 22:00－23:00  | cHK香港台 星期一至五 22:00－23:00     | cHK香港台 星期一至五 22:00－23:00 |
| ---------------------------------- | ------------------------------------- | --------------------------------- |
|                                    | 導火新聞線 （2015年3月10日－4月10日） |                                   |
| 第二人生 （2015年2月23日－3月9日） | 大眾情性 （2015年4月13日－4月28日）   |                                   |

| 香港電視網絡 星期一至五 19:00－19:50 節目 3月10日及27日 19:00－20:30 | 香港電視網絡 星期一至五 19:00－19:50 節目 3月10日及27日 19:00－20:30 | 香港電視網絡 星期一至五 19:00－19:50 節目 3月10日及27日 19:00－20:30 |
| -------------------------------------------------------------------- | -------------------------------------------------------------------- | -------------------------------------------------------------------- |
|                                                                      | 導火新聞線 （2015年3月10日－4月10日）                                |                                                                      |
| 第二人生 （2015年2月23日－3月9日）                                   | 大眾情性 （2015年4月13日－4月28日）                                  |                                                                      |

| 香港電視網絡 星期一至五 08:00－09:00 節目（其他重播時段請參見這裡） 8月3日 08:30－09:45 | 香港電視網絡 星期一至五 08:00－09:00 節目（其他重播時段請參見這裡） 8月3日 08:30－09:45 | 香港電視網絡 星期一至五 08:00－09:00 節目（其他重播時段請參見這裡） 8月3日 08:30－09:45 |
| --------------------------------------------------------------------------------------- | --------------------------------------------------------------------------------------- | --------------------------------------------------------------------------------------- |
|                                                                                         | 導火新聞線 （2015年8月3日－9月3日）                                                     |                                                                                         |
| 新增時段                                                                                | 選戰 （2015年9月4日－9月24日）                                                          |                                                                                         |

| 香港電視網絡 星期一至五 07:00－08:00 節目（其他重播時段請參見這裡） 10月20日 07:00－08:10 10月21日 07:30－08:30 | 香港電視網絡 星期一至五 07:00－08:00 節目（其他重播時段請參見這裡） 10月20日 07:00－08:10 10月21日 07:30－08:30 | 香港電視網絡 星期一至五 07:00－08:00 節目（其他重播時段請參見這裡） 10月20日 07:00－08:10 10月21日 07:30－08:30 |
| --- | --- | --- |
| | 導火新聞線 （2015年10月20日－11月20日）                                                                         | |
| 警界線 （2015年9月25日－10月19日）                                                                              | 歲月樓情 （2015年11月23日－12月11日）                                                                           | |

| 新传媒U频道 星期一至五 22:00 - 23:00                   | 新传媒U频道 星期一至五 22:00 - 23:00          | 新传媒U频道 星期一至五 22:00 - 23:00                    |
| ------------------------------------------------------ | --------------------------------------------- | ------------------------------------------------------- |
|                                                        | 導火新聞線 PG （2016年5月2日 - 2016年6月2日） |                                                         |
| 警界線 （2016年4月7日- 2016年4月29日）                 | 雷霆掃毒 （2016年6月3日 - 2016年7月14日）     |                                                         |
| (重播）星期一至五 18:00 - 19:00                        |                                               |                                                         |
| 儿子的战争 （重播） （2018年11月19日一2018年12月24日） | 导火新闻线 （2018年12月25日一2019年1月25日）  | 看见味道的少女（重播） （2019年1月28日一2019年2月27日） |

| 马来西亚 Astro華麗台、Astro華麗台HD 星期一至五 21:30 - 22:30 | 马来西亚 Astro華麗台、Astro華麗台HD 星期一至五 21:30 - 22:30 | 马来西亚 Astro華麗台、Astro華麗台HD 星期一至五 21:30 - 22:30 |
| ------------------------------------------------------------ | ------------------------------------------------------------ | ------------------------------------------------------------ |
|                                                              | 導火新聞線 （2017年6月29日－8月1日）                         |                                                              |
| 末代御醫 （2017年6月1日－6月28日）                           | 純熟意外 （2017年8月2日－9月8日）                            |                                                              |

| 香港開電視 星期一至五 22:30 - 23:30        | 香港開電視 星期一至五 22:30 - 23:30            | 香港開電視 星期一至五 22:30 - 23:30 |
| ------------------------------------------ | ---------------------------------------------- | ----------------------------------- |
|                                            | 導火新聞線 （2018年11月21日 - 2018年12月24日） |                                     |
| 警界線 （2018年10月29日 - 2018年11月20日） | 三面形醫 （2018年12月25日 - 2019年1月17日）    |                                     |

Template:即將推出的香港電視劇集